# 若嶌久三郎
若嶌 久三郎（わかしま きゅうざぶろう、1842年9月 - 1891年1月6日）は、福島県会津若松市出身の大相撲力士。本名は小沢 久三郎（旧姓根本）。最高位は大関。現役時代の体格は174cm、113kg。福島県出身の力士でただ一人大関になっている。

## 来歴
漆器塗師の二男として生まれ、家業を手伝いながら宮相撲で活躍していた。江戸に出て5代楯山（元・大槇）に入門、文久元年（1861年）10月場所で初土俵を踏んだ。押し相撲を得意としたが取り口が慎重すぎたためか出世が遅く、幕下十枚目（十両）内に入ったのが明治3年（1870年）11月場所、入幕は明治7年（1874年）3月場所ですでに数え年で33歳になっていた。この間慶応4年（1868年）に起きた戊辰戦争では故郷会津に戻り、会津藩のために働いたという。
入幕後はそれまでの苦労が実ったかのように好成績を挙げ、明治9年（1876年）1月場所では東前頭3枚目の地位で8勝1分と最優秀の成績を挙げ（当時、幕内最高優勝の制度はなかった）、明治10年（1877年）5月場所に小結、同年12月場所関脇に昇進した。関脇で3年間過ごした後、明治14年（1882年）1月場所で大関に昇進した。この間、幕内では負け越しを記録しなかった。
その新大関の場所9日目（当時千秋楽には幕内力士が出場しないのが慣例だったので事実上の千秋楽となった）、当時の第一人者・大関梅ヶ谷をハズ押しから押し切って破った。若嶌と梅ヶ谷との対戦は梅ヶ谷の11勝1敗1分で、善戦及ばず敗戦の連続だったが、若嶌唯一の勝利がこの場所だった。それまで梅ヶ谷は足かけ6年にわたって58連勝を続けており、若嶌が連勝を止める殊勲の星を挙げたのである。なお、梅ヶ谷はその翌場所から35連勝を記録している。

勝った若嶌は上機嫌で帰宅したのだが、妻はいつものように梅ヶ谷に負けたものと思い込み、若嶌の話を信用しない。ならばと若嶌は妻を相手に取り口を再現して見せたが、勢い余って妻を突き飛ばしてしまい、尻餅をついた妻は腕の関節を痛めしばらく医者通いするはめになったという。
同年夏の東北巡業中、この巡業の看板は1月限り引退した横綱境川浪右衛門（横綱土俵入りのみ行っていた）だったが会津若松に入ったところで境川が病気となり出られなくなってしまった。地元の勧進元は若嶌に横綱土俵入りを依頼し若嶌も了承、福島県令に届けた上で福島県下数箇所で横綱土俵入りを行った。巡業中のことでありどこからも免許を受けたわけでもなく、当然歴代横綱に加えられることもない。
明治15年（1883年）6月場所からは師匠の跡目を継いで「楯山久三郎」を名乗り、二枚鑑札で土俵に上がった。大関を4年8場所勤めて明治17年（1885年）5月場所を最後に引退、年寄専務となった。弟子の育成手腕は確かなもので、大坂相撲で横綱となった若島権四郎はこの大関若嶌の門下で明治31年（1898年）まで東京の土俵に上がっていた。孫娘は前頭・寒玉子の妻となった。

## 主な成績
- 幕内在位：21場所
- 幕内成績：104勝34敗15分4預53休　勝率.754
- 優勝相当成績：2回（1876年1月場所、1879年6月場所）

### 場所別成績
| 1862年 | 西序ノ口19枚目 –      | 西序ノ口3枚目 –        |
| 1863年 | 西序二段11枚目 –      | 西三段目30枚目 –       |
| 1864年 | 西三段目25枚目 –      | 西三段目12枚目 –       |
| 1865年 | 西三段目15枚目 –      | 西三段目8枚目 –        |
| 1866年 | 西幕下48枚目 –        | 東幕下44枚目 –         |
| 1867年 | 東幕下38枚目 –        | 東幕下30枚目 –         |
| 1868年 （明治元年） | 西幕下19枚目 –        | 番付非掲載 不出場      |
| 1869年 （明治2年） | 西幕下21枚目 –        | 西幕下14枚目 –         |
| 1870年 （明治3年） | 西幕下12枚目 –        | 西幕下9枚目 5–3–1      |
| 1871年 （明治4年） | 西幕下5枚目 5–5       | 西幕下5枚目 6–1 2分    |
| 1872年 （明治5年） | 西幕下2枚目 0–4 2分   | 東幕下3枚目 6–1 1分1預 |
| 1873年 （明治6年） | 東幕下2枚目 5–1–1     | 東幕下筆頭 5–4         |
| 1874年 （明治7年） | 東前頭6枚目 6–1–1 2分 | 東前頭5枚目 5–2–1 2分  |
| 各欄の数字は、「勝ち-負け-休場」を示す。 優勝 引退 休場 十両 幕下 三賞：敢=敢闘賞、殊=殊勲賞、技=技能賞 その他：★=金星 番付階級：幕内 - 十両 - 幕下 - 三段目 - 序二段 - 序ノ口 幕内序列：横綱 - 大関 - 関脇 - 小結 - 前頭（「#数字」は各位内の序列） |                       |                        |

| 1875年 （明治8年） | x                    | 東前頭4枚目 5–2–2 1分 |
| 1876年 （明治9年） | 東前頭3枚目 8–1–1    | 東前頭2枚目 7–1–2     |
| 1877年 （明治10年） | 東前頭筆頭 7–1–1 1預 | 東小結 7–1–1 1分      |
| 1878年 （明治11年） | 東関脇 5–3–1 1分     | 東関脇 5–2–2 1預      |
| 1879年 （明治12年） | 東関脇 6–1–2 1分     | 西関脇 6–0–1 2分1預   |
| 1880年 （明治13年） | 西関脇 5–2–3         | 東関脇 7–2–1          |
| 1881年 （明治14年） | 東大関 7–2–1         | 東大関 3–3–3 1分      |
| 1882年 （明治15年） | 東大関 4–2–1 2分1預  | 東大関 5–2–3          |
| 1883年 （明治16年） | 西大関 0–0–10        | 西大関 5–3–1 1分      |
| 1884年 （明治17年） | 西大関 1–3–5 1分     | 西大関 引退 0–0–10    |
| 各欄の数字は、「勝ち-負け-休場」を示す。 優勝 引退 休場 十両 幕下 三賞：敢=敢闘賞、殊=殊勲賞、技=技能賞 その他：★=金星 番付階級：幕内 - 十両 - 幕下 - 三段目 - 序二段 - 序ノ口 幕内序列：横綱 - 大関 - 関脇 - 小結 - 前頭（「#数字」は各位内の序列） |                      |                       |

- 当時は十両の地位が存在せず、幕内のすぐ下が幕下であった。番付表の上から二段目であるため、現代ではこの当時の幕下は、十両創設後現代までの十両・幕下と区別して二段目とも呼ぶ。
- 二段目11枚目以下の地位は小島貞二コレクションの番付実物画像による。また当時の二段目11枚目以下の星取・勝敗数等に関する記録は相撲レファレンス等のデータベースに登録がないため、表からは省略。